# محمد رابح عبد الحق
محمد رابح عبد الحق مواليد 21 يونيو 1981 في مستغانم، هو لاعب كرة قدم جزائري يلعب مع أهلي برج بوعريريج كلاعب وسط.

## المسيرة الاحترافية

### أندية لعب لها
- جمعية وهران
- جمعية الخروب
- أهلي برج بوعريريج
- أولمبي الشلف

## روابط خارجية
- محمد رابح عبد الحق على موقع قاعدة بيانات كرة القدم.إي يو (الإنجليزية)
- محمد رابح عبد الحق على موقع Soccerway.com (الإنجليزية)